# Espelho da Vida
Espelho da Vida est une telenovela brésilienne diffusée du 25 septembre 2018 au 1er avril 2019 sur Rede Globo.

## Synopsis
Dans la ville de Rosa Branca, Vicente fait une dernière demande avant de mourir à son épouse, Margot: rappeler son petit-fils, le cinéaste à succès Alain, afin qu'il réalise un film biographique racontant au monde l'histoire de Julia Castelo, une victime d'un crime dans la ville dans les années 1930 qui a laissé de nombreuses situations mal expliquées. Bien qu'il ait juré qu'il ne retournerait jamais dans sa ville natale après avoir été trahi dix ans plus tôt par son ex-petite amie, Isabel et son cousin Felipe sont prêts à réaliser le dernier souhait de son grand-père. Sa petite amie, l'actrice Cris Valencia, l'accompagne et la place par conséquent dans le rôle de protagoniste de la production. 
Au cours de ses recherches en vue de la préparation de son rôle, elle rencontre dans la maison de Julia Castelo un miroir qui lui permet de voyager dans le temps jusqu'aux années 1930, lorsque le crime a été commis. Elle découvre également qu'elle est la réincarnation de Julia Castro. Avec l'aide de Margot, Cris a la possibilité de percer tous les mystères des événements et de déterminer si Danilo, le petit ami de Julia à l'époque, était vraiment le meurtrier ou était à tort accusé, car le manque de documents et de preuves laissait tout pour lui. juste une question de spéculation. Le plus gros inconvénient de la vie d’Alain et de Cris est Isabel, prête à tout pour retrouver son ex-amant. En outre, Cris doit également faire face à une rivale artistique trop ambitieuse, Mariane, une actrice entreprenante qui veut à tout prix le rôle de protagoniste du film, même si cela signifie la blesser.

## Distribution
| Acteur/Actrice         | Personnage                      |
| ---------------------- | ------------------------------- |
| Vitória Strada         | Cristina Muniz Valência (Cris)  |
| Vitória Strada         | Julia Castelo                   |
| João Vicente de Castro | Alain Dutra                     |
| João Vicente de Castro | Gustavo Bruno                   |
| Rafael Cardoso         | Pedro Marques                   |
| Rafael Cardoso         | Danilo Breton                   |
| Alinne Moraes          | Isabel Goulart                  |
| Alinne Moraes          | Dora Almeida                    |
| Kéfera Buchmann        | Mariane Cardoso                 |
| Irene Ravache          | Margot Marques Dutra            |
| Irene Ravache          | Hildegard Breton                |
| Júlia Lemmertz         | Ana Muniz Valência de Castro    |
| Júlia Lemmertz         | Piedade Castelo                 |
| Ângelo Antônio         | Flávio de Castro                |
| Ângelo Antônio         | Padre Luiz                      |
| Felipe Camargo         | Américo Valência                |
| Felipe Camargo         | Eugênio Castelo                 |
| Rômulo Neto            | Mauro César                     |
| Patrícya Travassos     | Edméia Goulart / Grace          |
| Thati Lopes            | Josiane Diniz (Josi)            |
| Ana Lúcia Torre        | Gentileza Marques (Gentil)      |
| Vera Fischer           | Carmo Vilela                    |
| Evandro Mesquita       | Emiliano Freitas                |
| Luciana Vendramini     | Solange Sollari                 |
| Bete Coelho            | Adalgisa Dutra                  |
| Emiliano Queiroz       | André                           |
| Robson Nunes           | Afrânio Nunes (Bola)            |
| Guilherme Hamacek      | Vitor Valência                  |
| Marcelo Laham          | Tadeu Tavares (Tavares)         |
| Flávia Garrafa         | Neusa Tavares                   |
| Luciana Paes           | Lenita Marques Vendrini         |
| Nikolas Antunes        | Marcelo Vendrini                |
| Suzana Faini           | Anita Ramirez (Senhora)         |
| Renata Tobelem         | Daniela Simão (Dani)            |
| Cadu Libonati          | Hugo Leitão                     |
| Anna Rita Cerqueira    | Gabriela                        |
| Débora Ozório          | Patrícia Vendrini Marques (Pat) |
| Catarina Carvalho      | Michelle Aparecida Tavares      |
| Pedroca Monteiro       | Cláudio                         |
| Márcio Machado         | Sergio                          |
| Maria Mônica Passos    | Zezé                            |
| Andrea Dantas          | Abigail                         |
| Marcelo Escorel        | Dalton Teixeira (Daltinho)      |
| Cosme dos Santos       | Gerson                          |
| Andrea Bacellar        | Dalva                           |
| Dandara Albuquerque    | Sheila                          |
| Luciana Malcher        | Lia                             |
| Luciana Malcher        | Bendita                         |
| Miguel Coelho          | Jorge Benício                   |
| Ana Rios               | Marina                          |
| Rosana Dias            | Valdete                         |
| Wal Schneider          | Martim                          |
| José Santa Cruz        | Padre Léo                       |
| Clara Galinari         | Priscila Goulart Dutra          |
| Otávio Martins         | Jadson Valência                 |
| Maria Luiza Galhano    | Flor                            |

## Diffusion
- Rede Globo (2018)

### Sources
- (pt) Cet article est partiellement ou en totalité issu de l’article de Wikipédia en portugais intitulé « Espelho da Vida » (voir la liste des auteurs).